# Poliamina

Estructura química de la putrescina.

Estructura química de la espermidina.

Las poliaminas son moléculas de naturaleza policatiónica presentes en plantas, animales y microorganismos. En las primeras actúan como fitohormonas, esto es, reguladores del desarrollo, aunque algunos científicos cuestionan dicha actuación, debido a que su concentración en la planta es muy elevada, lo que es opuesto a la idea de que intervengan como hormonas, sustancias, que por definición, son activas en muy baja dosis. Podría ser, por ello, que actuaran simplemente como segundos mensajeros. No obstante, queda claro que afectan a aspectos del desarrollo, crecimiento, senescencia y respuesta a estrés. Las poliaminas son biosintetizadas a partir de la cadaverina y por transferencia de un grupo aminopropilo proporcionado por una molécula de S-adenosil metionina descarboxilada.
Las poliaminas más eminentes en plantas son la diamina putrescina, la triamina espermidina y la tetraamina espermina. Debido a su naturaleza policatiónica, pueden unirse y estabilizar a polímeros ricos en cargas negativas como es el DNA, pero también a fosfolípidos y proteínas. Dichas funciones se postulan igualmente para animales y microorganismos.
Un ejemplo de su importancia es que cuando su síntesis está inhibida, el ciclo celular se detiene o retarda, a no ser que se añadan exógenamente. La mayoría de células eucariotas poseen un sistema de transporte de poliaminas ubicado en la membrana plasmática que facilita la captación de poliaminas exógenas. Dicho sistema, de vital importancia en tejidos animales que se encuentran en proliferación, es una diana farmacológica en el desarrollo de nuevos compuestos quimioterapéuticos.
En animales, las poliaminas derivan del metabolismo de los aminoácidos o bien proceden del metabolismo de bacterias intestinales o dieta, entrando en el organismo por circulación enterohepática.
Por su carácter básico, interactúan con los ácidos nucleicos, con papel estabilizante o como factores de crecimiento, de ahí que cada vez se les atribuya mayor importancia en la proliferación celular.
En mamíferos, los ejemplos más importantes de poliaminas son si cabe la espermina (cuatro grupos amino) y la espermidina (tres grupos amino), ambas formadas a partir de la descarboxilación de la ornitina, la cual forma un intermediario de dos grupos amino, la putrescina. De ahí que en animales en putrefacción se acumule putrescina, la ornitina pierde CO2, pero la putrescina formada no se puede transformar en espermidina sin la coenzima AdoMet.
Cabe mencionar que el grupo butilamino de la espermidina se usa para modificar postraduccionalmente algunos factores de iniciación proteica en eucariotas, mientras que la putrescina parece desempeñar un papel importante en la protección del organismo tras crisis epilépticas